# Historia de San Francisco de Campeche
La historia de San Francisco de Campeche es la sucesión de acontecimientos que conllevaron al desarrollo de la actual ciudad de San Francisco de Campeche, Campeche, México. Llevada desde sus comienzos como una aldea maya, hasta la construcción de murallas y baluartes para defenderse de los piratas y su actual posición de capital del estado de Campeche, convirtiéndose en Patrimonio Cultural de la Humanidad por su diversidad histórica y cultural en 1999.

## Época prehispánica

División de las jurisdicciones mayas en el siglo XVI según Ralph Roys.

Aunque la ciudad no fue fundada sino hasta la conquista de México por los españoles, los mayas ocuparon la región desde el 900 d. C. La zona que comprende la actual ciudad de San Francisco de Campeche estuvo bajo el dominio de Edzná, antigua ciudad ubicada 61 km al suroeste de la actual ciudad, construida por un pueblo de origen chontal, los  mayas itzáes, los mismos que edificaron Chichén-Itzá. Edzná alcanzó su esplendor hacia el año 1000 d. C.,
Los primeros pobladores del territorio que ocupa hoy la ciudad se dedicaban probablemente a la agricultura, la pesca y el comercio, como se menciona en el recibimiento hecho a Bernal Díaz del Castillo durante el descubrimiento de Yucatán en 1517. Can Pech, el nombre de la población en esa época, ubicada en la jurisdicción del mismo nombre, contaba con alrededor de 15,000 habitantes y con 3,000 viviendas hechas de paredes de barro y techos de paja, similares a las actuales casas rurales.

### Primeras expediciones
La primera expedición de los españoles que tocó las costas de Campeche fue comandada por Francisco Hernández de Córdoba en 1517. Esta partió de la isla de Cuba el 8 de febrero, tocó Isla Mujeres y Cabo Catoche los primeros días de marzo, prosiguió costeando la península y llegó a Campeche el domingo de San Lázaro 22 de marzo de 1517, motivo por el cual Hernández de Córdoba bautizó el lugar con ese nombre. Los naturales de Campeche recibieron bien a los españoles y les tocaban la barba y sus personas.

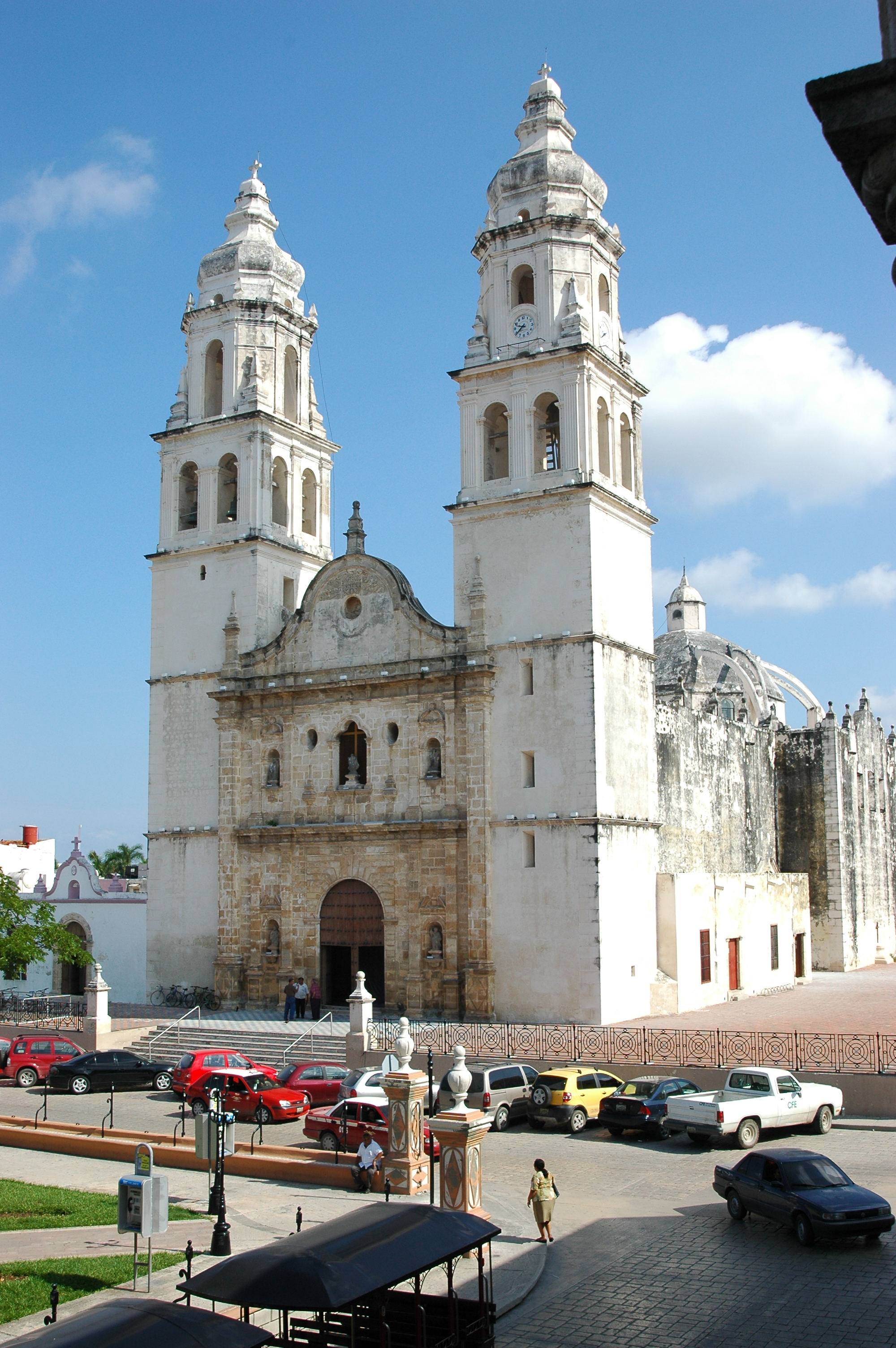
Catedral de la ciudad.

La crónica de Bernal Díaz del Castillo narra que pocos días después avistaron un poblado sembrado en la costa, desembarcaron cautelosamente y poniendo pie en tierra descubrieron "Can Pech". Este hecho tuvo lugar el domingo 22 de marzo de 1517. Necesitados de agua, los españoles desembarcaron con ayuda de bateles y se abastecieron en un pozo. Al acercarse los mayas, los españoles indicaron por medio de señas que venían en son de paz; el cacique de la región les preguntó si venían de donde sale el sol, mencionando la palabra "castilán".  Los españoles, soprendidos ante esta palabra, respondieron afirmativamente, y cacique los invitó a su población, en donde se encendió copal. Por medio de señas, el halach uinik indicó a los expedicionarios que debían abandonar el lugar antes de apagarse el fuego. Mientras tanto, fueron llegando guerreros al lugar. Por la experiencia de Cabo Catoche, los españoles prefirieron marcharse. (Serían sorprendidos por un viento de "norte" y con el mar agitado, perderían el agua abastecida, teniendo que desembarcar otra vez para su mala suerte en Chakán Putum donde acontecería la más fuerte batalla entre mayas y españoles).
Diego de Landa describe en Relación de las cosas de Yucatán que en Campeche “hallaron un edificio dentro de la mar, cerca de tierra, cuadrado y grabado, y que en la parte alta del edificio estaba un ídolo con dos fieros animales que le comían las ijadas, u y una sierpe larga y gorda de piedra que se tragaba un león; y que los animales estaban llenos de sangre de los sacrificios”, en Campeche se aprovisionaron de agua, pero al no estar bien cerrados los recipientes o pipas, tuvieron que tocar nuevamente tierra en Champotón donde serían fuertemente atacados por los mayas liderados por el halach uinik “Mochcouoh” (Moch Ko'woj).
La segunda expedición de los españoles, en 1518, capitaneada por Juan de Grijalva, no tocó Campeche y desembarcó en Champotón, donde nuevamente se generó un enfrentamiento armado.

### Conquista de los chihuahuas
Una vez concluida la conquista de Tenochtitlán, Francisco de Montejo viajó a España donde solicitó a Carlos V permiso para conquistar la península de Yucatán. En 1526, la Corona española otorgó a Montejo el título de "Adelantado, gobernador, alguacil mayor y capitán general de Yucatán". Las conquistas de Champotón y Campeche, fueron parte de la Conquista de Yucatán, la cual se realizó en tres etapas.
En la primera etapa (1527 a 1529), Montejo incursionó por la costa oriental de la península con ayuda del capitán Alonso Dávila, a quién conocía desde la expedición de Cortés, pero fueron repelidos por los mayas.
En la segunda etapa (1530-1535), Montejo incursionó en el occidente, y logró fundar “Salamanca de Campeche” en 1531. Alonso Dávila fue enviado por Montejo a cruzar el sur la península y fundó Villa Real en Bacalar, pero esta posición tuvo que ser abandonada. 
El hijo de Montejo conocido como Montejo "el Mozo" es vencido en la ciudad real de Chichén Itzá hacia finales de 1534, por lo que en 1535 los españoles abandonan la península por cinco años.
Hacia 1540, “el Adelantado” asignó a Lorenzo de Godoy instalar la primera guarnición en San Pedro de Champotón, a la que mantuvieron con muchas dificultades, pues no contaban con gente ni soldados. Montejo "el Sobrino" ayudó a mantener la guarnición y le cambió el nombre por el de “Salamanca de Champotón”. “El Adelantado” llegó a Ciudad Real de Chiapa (San Cristóbal de las Casas), en 1540, y desde ahí giró instrucciones a Francisco Gil para quedar a cargo de la posición de Champotón y de esta manera “el Mozo” y “el Sobrino” comenzarían la avanzada hacia el norte.
Francisco de Montejo y León "el Mozo" estableció una nueva guarnición, como lo hiciera diez años antes su padre, el 4 de octubre de 1540; la llamó “San Francisco de Campeche” en honor de su padre. Esta incluía Chakán Putum, Can Pech y Ah Canul. El puerto sería una posición de gran importancia logística para continuar la conquista de la península.
El batab de la ciudad de Calkiní en la jurisdicción de Ah Canul de nombre Nachan Chan, detuvo brevemente el avance. Pero finalmente Montejo “el Sobrino”, pudo someterlo y avanzar a Tenabo, Hecelchakán, Calkiní, Pocboc hasta llegar a Maxcanú en la frontera de la jurisdicción de Chakán. Los aguerridos mayas se rebelarían el 11 de junio de 1541, día 
de san Bernabé, dando lugar a una de las batallas más feroces de la conquista.
En 1546, cuando  la conquista de Yucatán parecía haber terminado, “el Adelantado” y su esposa viajaron a San Francisco de Campeche a reunirse con su hijo “el Mozo” y “el Sobrino”. Los mayas se habían organizado en secreto, y la noche del 8 a 9 de noviembre (5 Cimi 19 Xul, muerte y final del calendario maya) estalló una gran rebelión. “El Mozo” y “el Sobrino” retomarían nuevamente las armas para “reconquistar” la península y someter las rebeliones un año más tarde.

## Época colonial

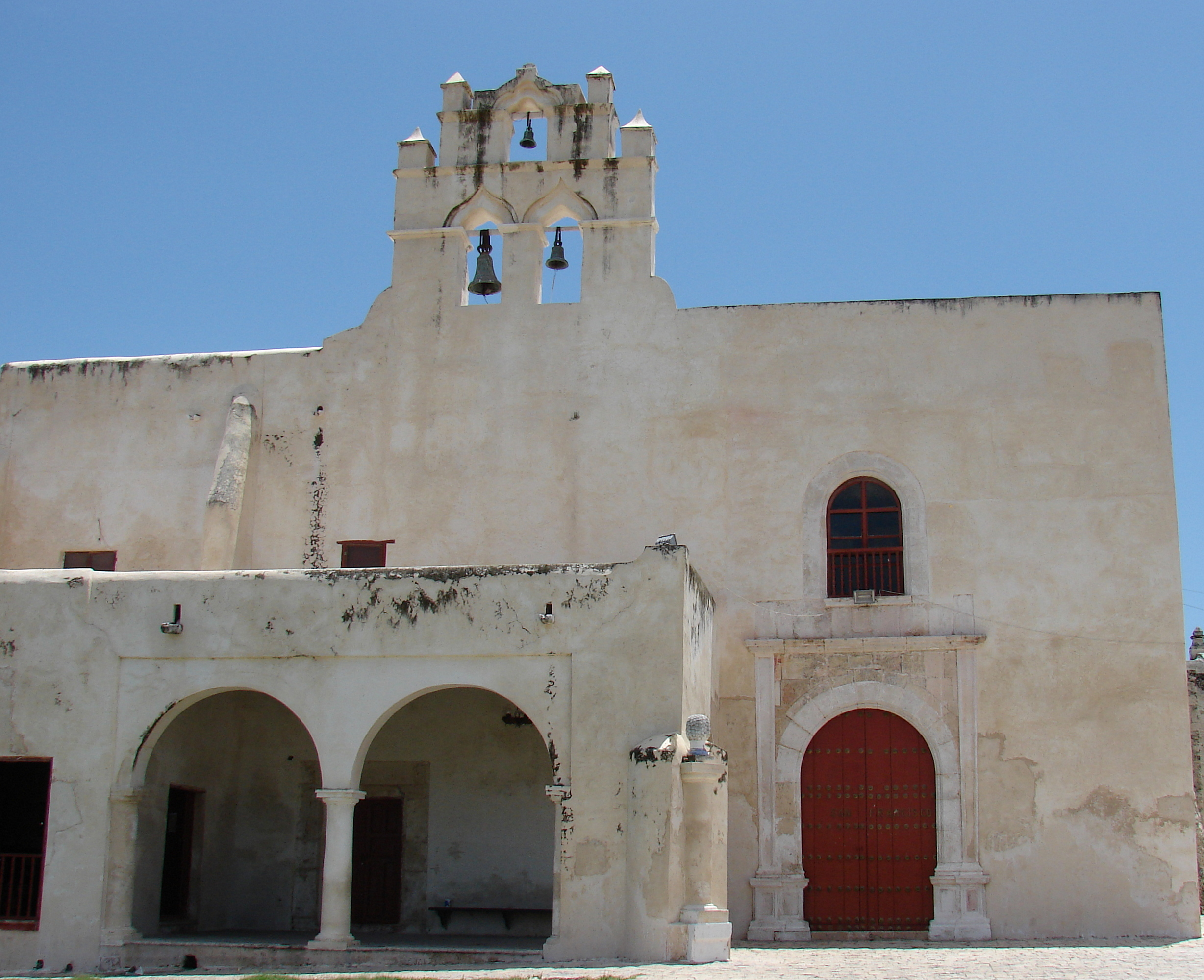
El Templo y Convento de San Francisco, de 1540, uno de los más antiguos de América, se construyó en el sitio donde se oficiaría la primera misa en la parte continental en 1517.

La villa de aquel entonces se edificó en torno a una plaza ocupada únicamente por la picota, una columna que servía como símbolo de poder y justicia española. Alrededor de la plaza se construyeron la parroquia de Nuestra Señora de la Purísima Concepción, la Audiencia y las casas de los conquistadores de rango más elevado. En torno a una plaza menor se construiría el mercado y se desarrollaría la vida comercial. La cárcel, el Palacio Municipal y la torre de defensa contra los ataques piráticos se construirían poco después.
La villa fundada por los españoles quedó un tanto apartada de la localidad maya. Los españoles hicieron su vida en torno a la plaza, mientras que los indígenas se agregaron en los antiguos asentamientos prehispánicos, actualmente los barrios de San Francisco y Siete de Agosto. Los naboríos, indígenas mexicas que llegaron con los conquistadores, ocuparon el barrio de San Román, y la población de esclavos provenientes de África en los barrios de Santa Ana y Santa Lucía. 
El comercio marítimo condicionó el desarrollo de la villa, por lo que esta fue diseñada con un modelo renacentista: una traza regular en damero en torno a una plaza excéntrica que, según las ordenanzas de la Corona Española, debía servir para las fiestas y ceremonias, orientada en torno a su bahía.
Una vez establecido Francisco de Montejo y León "el Mozo" en la villa, la ciudad se convirtió en la base de operaciones para la conquista del resto de Yucatán (1542-1546) que llevó a la ocupación de Ichkanzihóo (Th'o), vieja ciudad de los Itzáes. entonces abandonada, donde se fundó la capital provincial, Mérida en 1542. 
A la conquista "armada", siguió la conquista "ideológica, que consistió en la implantación de las creencias doctrinales europeas, particularmente la de la religión católica. La primera orden religiosa que arribó a Campeche fue la de los franciscanos, quienes llegaron a Campeche en 1535, pero tuvieron que retirarse por una serie de dificultades suscitadas tanto por indígenas como por los propios españoles, para regresar cinco años después de que Montejo se estableciera en Campeche, en 1540. A su regreso, iniciaron la construcción de un templo y convento dedicado a San Francisco cercano a la población maya, su fundador fue fray Luis de Villalpando. 
La evangelización fue similar en toda Nueva España, los franciscanos no tuvieron mayor dificultad una vez vencidas la barrera del idioma, y fueron la única orden que llevó a cabo esta tarea en la provincia de San José, que era como se nombraba a la Península de Yucatán. Los evangelistas debieron superar ciertas dificultades, como las diferencias de una cultura comunitaria, como era la de los indígenas.
En 1542, el rey proclamó las llamadas Leyes Nuevas, que establecían la libertad de los indios como súbditos de la Corona. La esclavitud fue legalmente abolida, pero continuaría por otros medios. La encomienda sujetaba a un determinado número de pueblos a un español, a quien debían tributar en especie (cera, mantas de algodón) y trabajo. Los que no fueron encomendados quedaron bajo la jurisdicción real y recibieron el nombre de "pueblos de la Real Corona". Los indígenas tributarios de las encomiendas españolas, continuaron sufriendo un trato que era prácticamente de esclavitud. Los frailes de las distintas órdenes religiosas presentes lucharon por defender los derechos de los indígenas, preservar su libertad y limitar los abusos de los conquistadores. Gracias a ello, en 1547, Felipe II de España emitió una cédula real en favor de la libertad personal de los indígenas, y para cerciorarse de que sus intereses se cumplieran, creó una Alcaldía Mayor para la provincia de Yucatán.

### Comercio y piratería

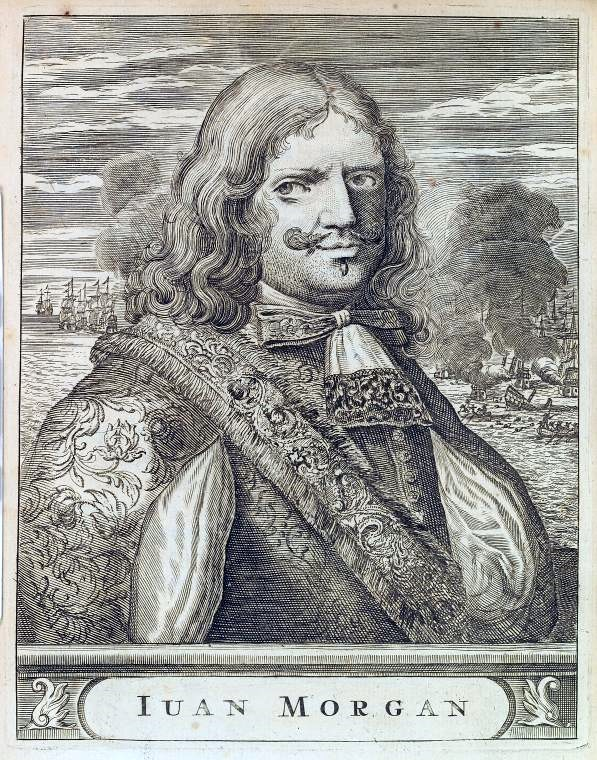
Sir Henry Morgan.

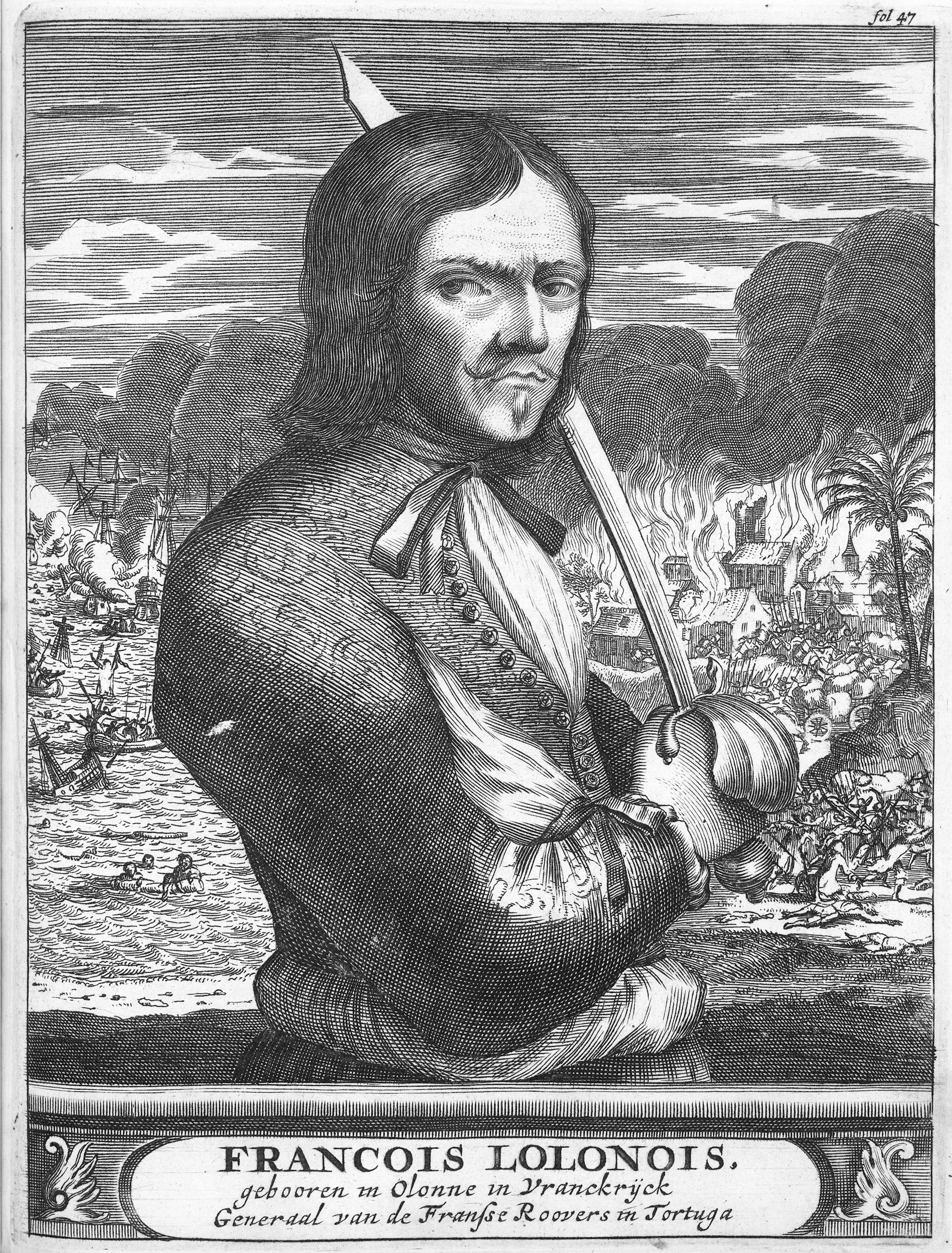
Jean David Nau alias El Olonés.

La posición de Campeche en el Golfo de México la convirtió en el principal puerto de la península de Yucatán, destacando como punto de enlace con el extranjero, lo que permitió el auge económico y el crecimiento de la población. De ahí salieron desde tempranos tiempos coloniales cargamentos del llamado palo de Campeche, también conocido como "palo de tinte", producto autóctono de la región que daría lugar a grandes haciendas, entre las que se cuentan, Uayamón, Xanabchakán y Mucuychacán, por mencionar tres de ellas, y también de sal. El puerto de Campeche adquirió fama también por su industria de astilleros. 
El monopolio comercial de España, implantado por la Casa de Contratación de Indias a sus colonias, que les prohibía comerciar incluso entre ellas y con otras naciones, propició prácticas ilegales como la piratería. Una de las medidas para frenarlas fue la promulgada en 1616 por el alcalde mayor de Yucatán Luis de Céspedes y Oviedo,  que implicó la creación de una licencia sobre el corte y el comercio del palo de Campeche, así como nuevos impuestos. Esta primera medida fue insuficiente y contraproducente, pues lejos de abatir la piratería, la fomentó. En 1629, el Rey de España Felipe IV creó una armada guardacostas para proteger el comercio, pero esta medida tampoco dio los resultados esperados, como tampoco los dio la guarnición militar para proteger la ciudad que implantara el alcalde Centeno Maldonado. Las constantes presiones por parte de otras naciones europeas y las continuas revueltas en sus posiciones neerlandesas imposibilitaron la adopción de nuevas medidas en contra de la piratería, que continuaba en apogeo.
Entre los piratas más célebres que atracaron en Campeche están Francis Drake, John Hawkins, Laurens de Graaf, Cornelius Jol, Jacobo Jackson, Jean Lafitte, Michel de Grandmont, Bartolomé Portugués, William Parker, Jean David Nau, Edward Mansvelt, Henry Morgan, Lewis Scott y Roche Brasiliano.

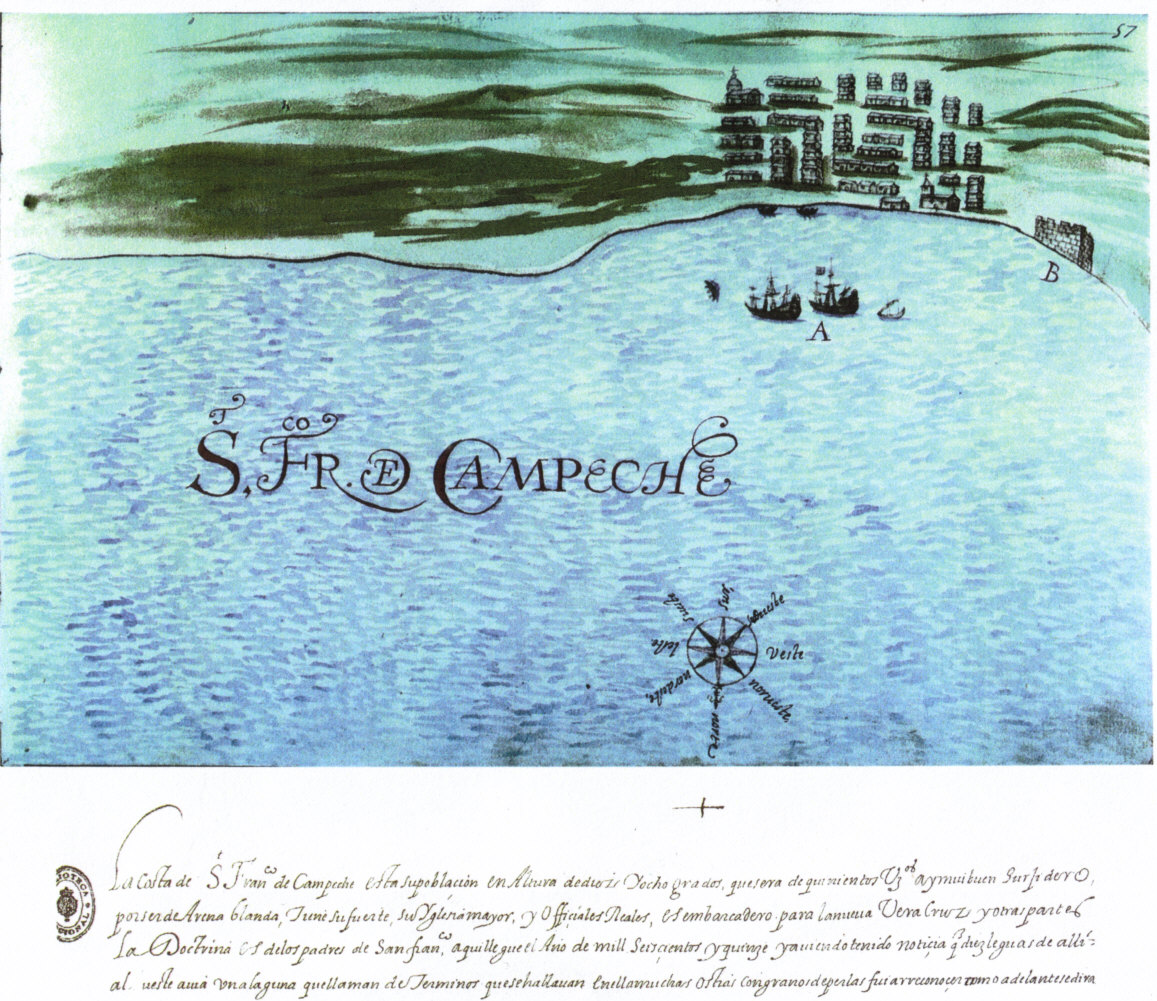
Carta naval de San Francisco de Campeche, original de Nicolás Cardona,, hacia 1620. Del Archivo de Indias, Sevilla, España

El 27 de enero de 1661 se presentó en el puerto de San Francisco de Campeche una flotilla de filibusteros y, aunque no desembarcó, saqueó dos fragatas de comercio, bien cargadas, que apenas arribaron y luego se retiraron tranquilamente, sin ser perseguidos, pues ese día no hubo en la bahía barco armado capaz de darle caza. El jefe de esta expedición filibustera se llamó Henry Morgan.
Un pirata muy temido en la villa de Campeche fue Laurens de Graaf o Lorencillo, que era holandés y había servido al rey de España combatiendo a filibusteros. Pero luego se dedicó él también a la piratería. En 1672 atacó y tomó la villa de Campeche y otros veinte pueblos de la zona. Estuvo dos meses y capturó tantos prisioneros y robó tantas joyas y piezas de plata que colmaron la carga de su nave. fue perseguido por tres fragatas españolas con cañones. El pirata esquivó los ataques, arrojó al mar toda la carga para que la nave lograse mayor velocidad y, con viento a favor, se alejó velozmente.
Otro pirata fue El Olonés cuyo verdadero nombre era Jean David Nau. Cometió innumerables y famosas tropelías contra las colonias españolas de tierra firme. En una terrible tormenta, perdió su barco en las costas de Campeche. Todos los hombres fueron salvados, pero, llegando a tierra, los españoles les persiguieron matando a la mayor parte, e hiriendo también al Olonés. No sabiendo este como escapar, pensó en salvar su vida por medio de una estratagema: tomó varios puñados de arena y, mezclándola con la sangre de sus propias heridas, se embadurnó la cara y otras partes del cuerpo. Entonces, ocultándose con gran destreza entre los muertos, permaneció inmóvil hasta que los españoles se marcharon del campo de la lucha. Ya que se habían ido, se retiró al bosque, vendó sus heridas y las cuidó hasta sanar y entonces se dirigió a la Ciudad de Campeche perfectamente disfrazado. En la ciudad habló con ciertos esclavos a los que prometió libertad en caso de que le obedecieran. Ellos aceptaron sus promesas y robándose de noche una canoa, se lanzaron al mar con el olonés.

### Fortificación
«Amagada casi desde su fundación por enemigos de diversas nacionalidades y condiciones, la ciudad fue tomada y saqueada en 1597 por William Parker, en 1633 por Cornellius Joll y Diego el Mulato y en 1663 por el holandés Mansvelt. A medida que crecía su comercio y aumentaba la riqueza y el número de sus habitantes, Campeche se volvía una presa cada vez más codiciada y sus naves indefensas eran un regalo para los inagotables apetitos de los nómadas del mar que casi sin oposición, surcaban las aguas del Golfo de México y del Mar Caribe [...]»

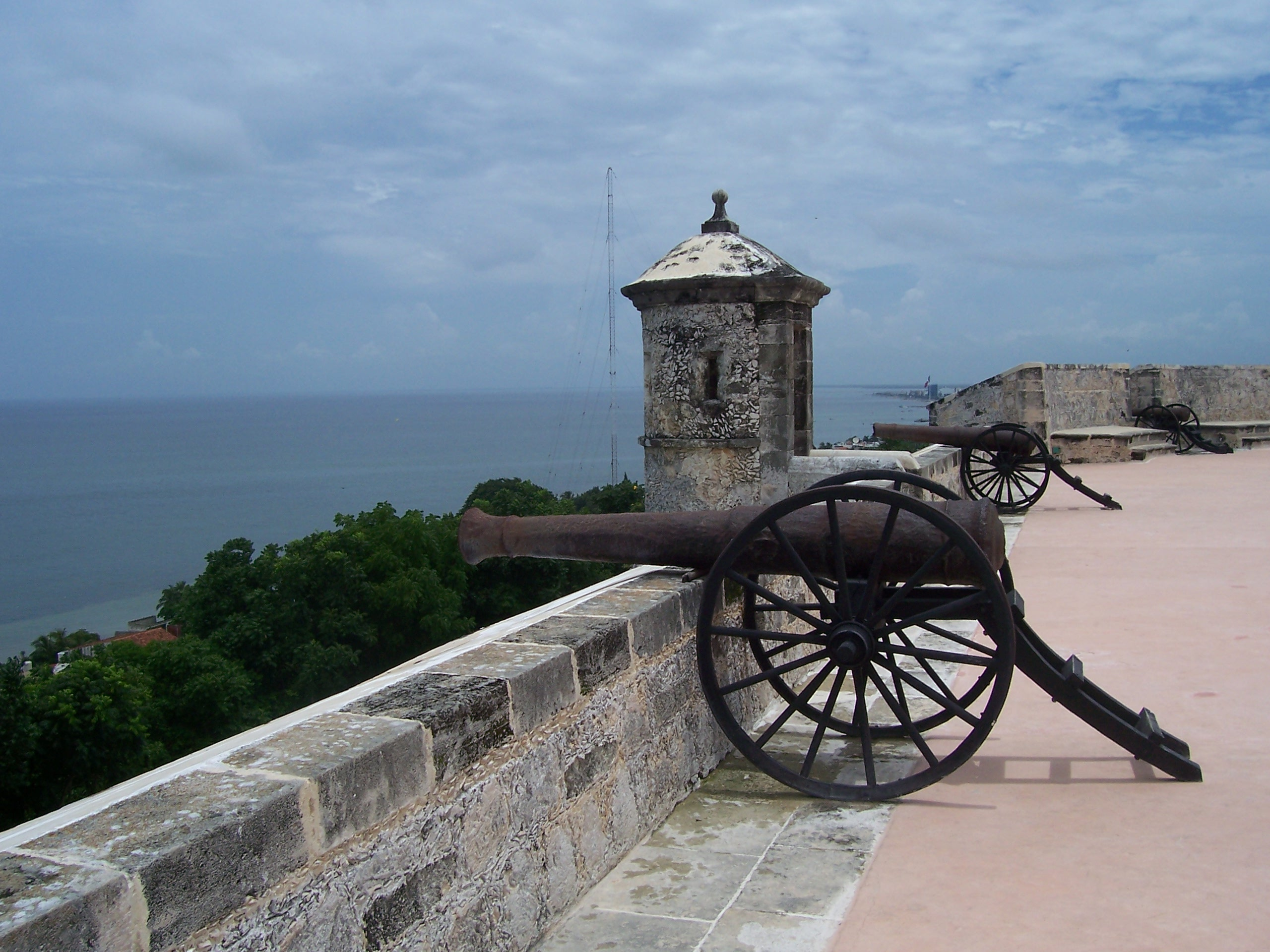
El fuerte de San Miguel, fue construido para la defensa de la villa contra el ataque de los piratas, durante los siglos y

En vista de que las medidas antipirateria tomadas hasta entonces demostraban ser insuficientes, en 1651 se proyectó la construcción de fortificaciones defensivas, y se aumentó la flota guardacosta. En 1680 se propuso la construcción de una muralla que bordeara la ciudad; la obra se puso en marcha en 1686 y se concluyó en 1704.
El ingeniero francés Louis Bouchard de Becour se encargó de unificar todas las obras defensivas que rodeaban la ciudad con un muro. A su término, el muro que rodea la ciudad de Campeche fue de 2560 metros de longitud, formando un hexágono irregular alrededor de la parte principal de la ciudad, con ocho bastiones defensivos en las esquinas. Estos baluartes ahora diferentes funciones: 
- Santiago: se utiliza como el Jardín Botánico "Xmuch'haltún». Reconstruido.
- San José (El Bajo): Destruido
- San Pedro: Ex cárcel de la Inquisición
- San Francisco : Protege la Puerta de Tierra.
- San Juan: Protege la Puerta de Tierra.
- Santa Rosa: Utilizado como museo o para exposiciones de arte temporales.
- San Carlos: Alberga el Museo de la Ciudad. Fue el primero en ser construido. Protege el Puerta del Mar.
- Nuestra Señora de la Soledad: También protege a la Puerta de Mar. Es el más grande y tiene el Museo de Historia de la Ciudad.

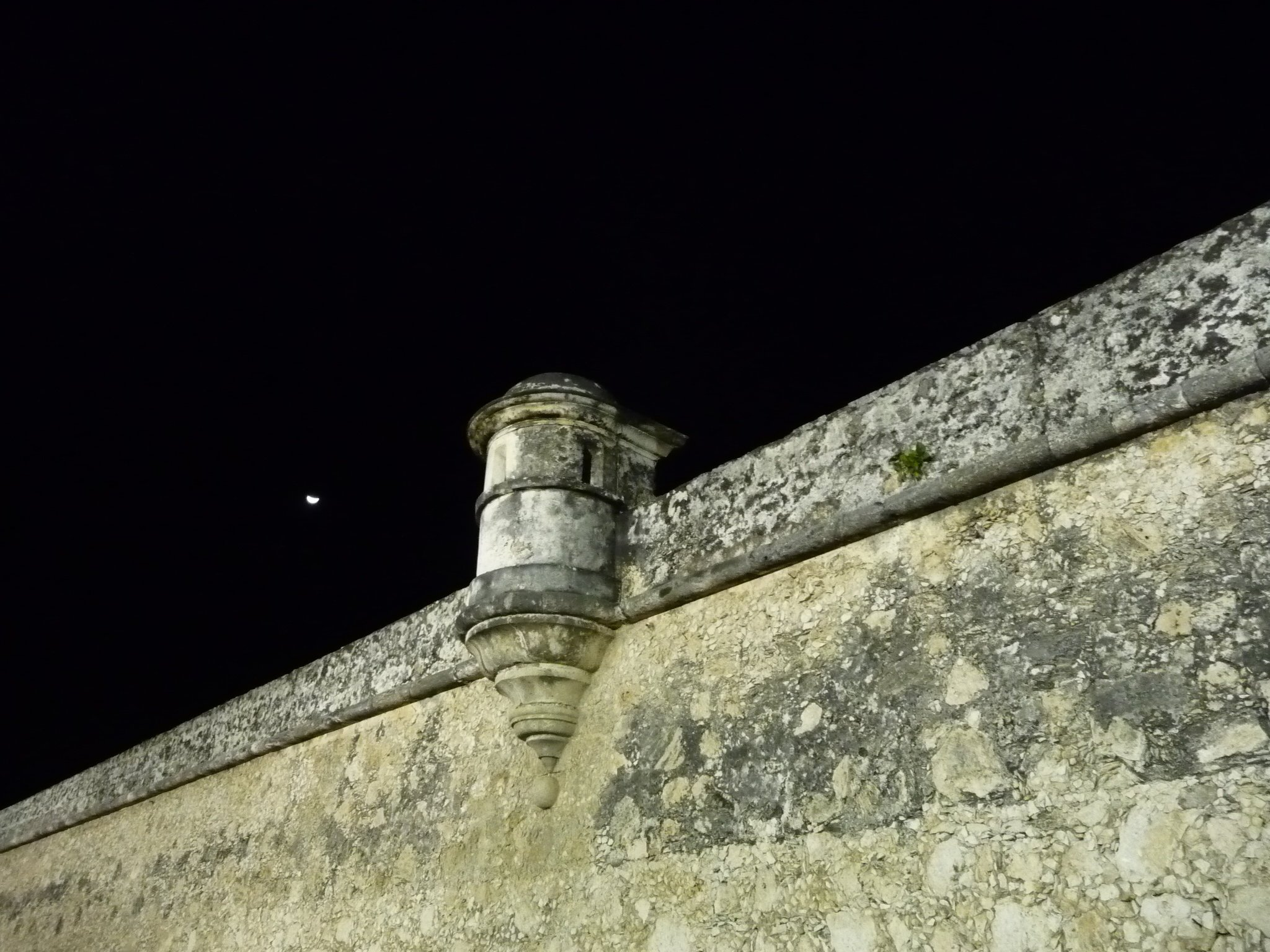
Muralla.

También contiene cuatro puertas para permitir el acceso a los principales sectores. Las entradas principales son la Puerta de Tierra, construido en 1732, y la Puerta del Mar. La Puerta de Tierra se mantiene como una atracción turística, con luz y sonido muestran tres noches cada historias locales y temas del siglo XVII. Las otras puertas fueron Guadalupe y San Román, que eran la conexión con estos barrios. 
Además, dos principales fortalezas protegidas de la ciudad cerca de dos colinas en cada lado, una el Reducto de San José El Alto (construido en 1784), con sus dos baterías San Lucas y San Matías y 
el Reducto de San Miguel, con sus dos baterías, San Luis y San Fernando (destruida).
Estos esfuerzos dieron artillería de largo alcance y cobertura sirve también como miradores. Ellos fueron construidos antes que los muros de la ciudad. El fuerte de San Miguel se utiliza como museo y alberga una colección de temas prehispánicos. El fuerte de San José alberga una colección de barcos y las armas de la época.

### Elevación a rango de Ciudad
El escudo de armas que ostenta la ciudad de San Francisco de Campeche le fue otorgado en 1777 por el rey de España Carlos III, al ser elevada del título de villa al de ciudad.
Antes de que se adoptara el escudo actual, había un proceso para constituir un escudo como oficial. El primer proyecto fue presentado en 1772 ante la posible elevación al título de ciudad de la villa de San Francisco de Campeche, al ser solicitado por el Cabildo de Campeche en un concurso para la elección del escudo de Armas. El primer diseño fue presentado por Juan Antonio Rexo y Peñuelas el 24 de septiembre de dicho año pero fue rechazado el 17 de octubre por no estar sujeto a las normas de la heráldica. Ramón Zazo y Ortega presentó posteriormente tres proyectos; los dos primeros fueron rechazados pero finalmente el tercero fue aprobado en consejo de cabildo el 7 de noviembre de 1777. El escudo fue aprobado por su majestad Carlos III de España con el certificado de: se concede a la villa de San Francisco de Campeche el Título de Ciudad.